# Casa Valls (Manlleu)
La Casa Valls és una obra modernista de Manlleu (Osona) inclosa a l'Inventari del Patrimoni Arquitectònic de Catalunya.

## Descripció
Edifici de planta baixa i dos pisos que manté l'estructura de les cases dels segles xvi i xviii, però adaptada a les exigències d'un habitatge plurifamiliar. A la planta baixa hi ha diverses entrades, al primer pis una gran balconada amb tres finestres, i al segon pis tres balcons simples que s'obren simètricament a sobre de les finestres del primer pis. La decoració és de relleu de guix aplicat sobre la façana i consisteix en franges horitzontals de cap a cap de la façana que segueixen el contorn de les llindes de les finestres o simplement marquen la divisió de les diferents parts. La façana acaba amb una barbacana decorada amb modillons i llates de fusta, entre les quals hi ha rajoles pintades, simulant ceràmica blava.